# Saint-Pierre-sur-Vence
Saint-Pierre-sur-Vence település Franciaországban, Ardennes megyében. Lakosainak száma 148 fő (2022. január 1.). Saint-Pierre-sur-Vence Boulzicourt, Champigneul-sur-Vence, La Francheville, Guignicourt-sur-Vence és Saint-Marceau községekkel határos.

## Népesség
A település népessége az elmúlt években az alábbi módon változott:
| Lakosok száma | 147  | 145  | 181  | 156  | 141  | 127  | 121  | 136  | 144  | 148  |
|               | 1968 | 1982 | 1990 | 2006 | 2013 | 2015 | 2017 | 2019 | 2020 | 2022 |